# Pholas dactylus
Pholas dactylus är en musselart som beskrevs av Carl von Linné 1758. Pholas dactylus ingår i släktet Pholas och familjen borrmusslor. Det är osäkert om arten förekommer i Sverige. Inga underarter finns listade i Catalogue of Life.

Höger klaff
Vänster klaff

## Bildgalleri

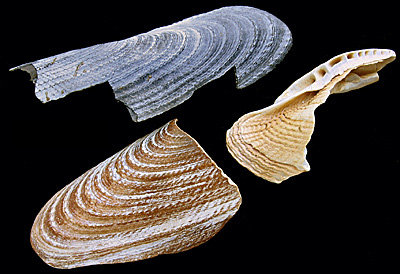